# سینمای آنگولا

نامه‌هایی از جنگ (۲۰۱۶)

سینمای آنگولا به صنعت و پیشینه سینما در این کشور اشاره دارد. آنگولا تا سال ۱۹۷۵ مستعمره پرتغال بود. سینما توسط پرتغالی‌ها در دهه ۱۹۳۰ وارد این کشور شد. تولید فیلم و احداث سالن سینما در همین دوران سرو شکل گرفته‌است. تا سال ۱۹۷۵ حدود ۵۰ سالن سینما در شهرهای آنگولا مشغول فعالیت بودند. در حال حاضر از این تعداد فقط ۴ یا ۵ سالن به‌طور نصفه و نیمه فعال هستند و باقی سینماهای این کشور متروکه و تعطیل شدند.
سینمای حال حاضر آنگولا بسیار فقیر و خرد است و در حال حاضر از مشکلات مالی مربوط به تأمین بودجه فیلم‌های جدید رنج می‌برد. در اوایل دهه ۲۰۰۰، دولت آنگولا به تأمین سرمایه برای تولید تعداد محدودی فیلم کمک کرد اما این برنامه در اواخر دهه متوقف شد.

## سینمای حال حاضر
از سینماگران بومی آنگولا چندنفری آثار شاخص در محدوده جغرافیای کشور خود تولید کردند. زی‌زی گامبووا با قهرمان (۲۰۰۴) و کیلاپی بزرگ (۲۰۱۲) و ماریا ژائو گانگا با فیلم شهر توخالی (۲۰۰۴) در این زمره سینماگران آنگولایی هستند. شهر توخالی در سال ۲۰۰۴ جایزه ویژه هیئت داوران جشنواره فیلم پاریس و فیلم قهرمان جایزه بزرگ جشنواره فیلم ساندنس را به دست آوردند.
تاکنون آثاری از کارگردانان پرتغالی در آنگولا ساخته شده‌است. نامه‌هایی از جنگ (۲۰۱۶) یکی از مهم‌ترین این فیلم‌هاست. نامه‌هایی از جنگ به کارگردانی ایوو فری‌یرا در شصت و ششمین جشنواره بین‌المللی فیلم برلین به نمایش درآمد. این فیلم در بخش رقابت اصلی خرس طلایی این جشنواره حضور داشت اما موفق به کسب جایزه نشد.
نینگا: ملکه آفریقا (۲۰۱۳) با بازی لسلیانا پریرا و تهیه‌کنندگی کورئون دو، یکی از آثاری است که به جز کارگردان بقیه عوامل آن بومی و مربوط به بدنه سینمایی آنگولا بودند. این فیلم در سال ۲۰۱۴ در فستیوال فیلم مونترال به نمایش درآمد.
از دیگر فیلم‌هایی که از جغرافیای آنگولا برای تولید استفاده کردند آیا قهرمانان ما قادر به یافتن دوستشان که به طرز مرموزی در آفریقا ناپدید شده هستند؟ (۱۹۶۸) ساخته اتوره اسکولا و مین‌زُدا (۱۹۹۸) ساخته کئونی واکسمن قابل اشاره هستند.